# ザナタ石

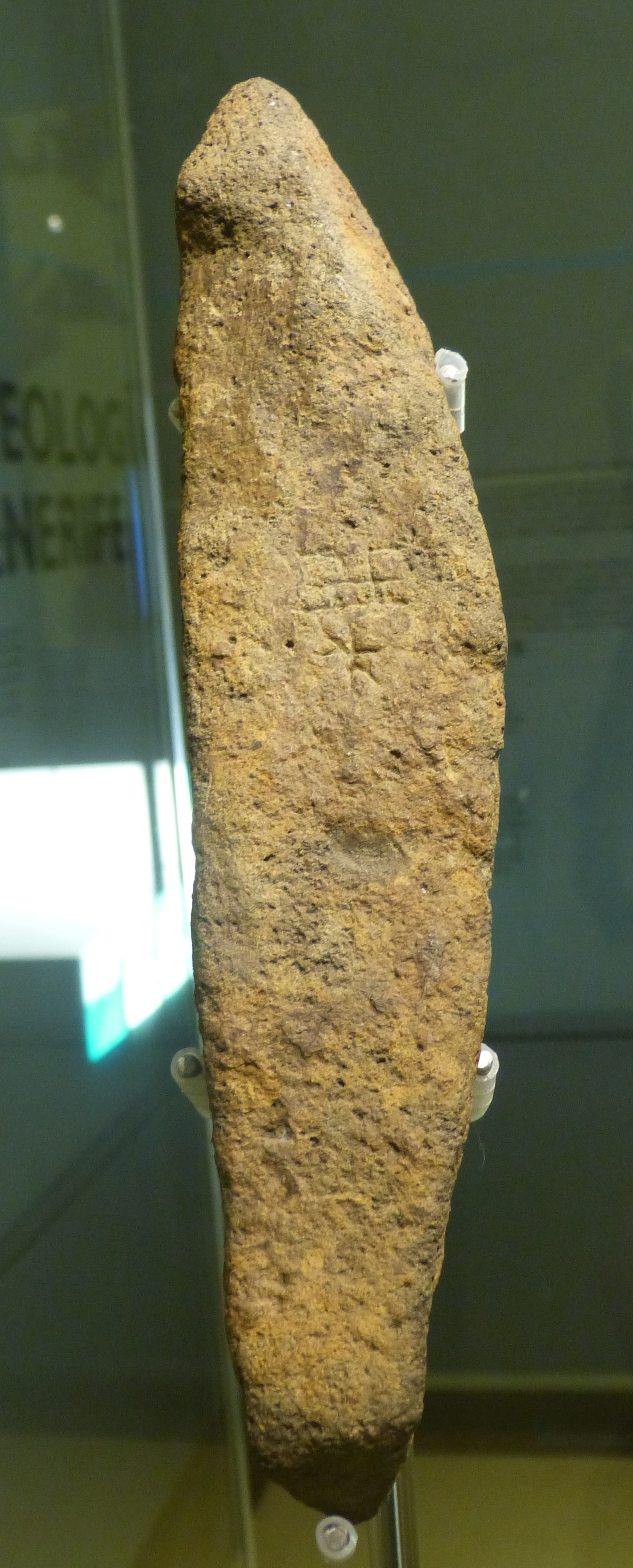
ザナタ石

ザナタ石（ザナタいし、スペイン語: Piedra Zanata）は、グアンチェ族を起源とするとされる碑文が刻まれた小さな石である。

## 解説
この石は1992年に、スペイン領カナリア諸島に属するテネリフェ島の北西部、エル・タンケ地方自治体の「花々の山」（Montan~a de las Flores）として知られる山の近くで発見された。テネリフェ島の考古学博物館に勤務するラファエル・ゴンサレス・アントン局長によれば、石には魚の一種が描かれており、この図形はティフィナグ文字で表されていると推測される。このティフィナグ文字はアルファベット表記のように少数のベルベル人に用いられたものである。この石はアラビア語およびイスラーム系言語の研究を行う サン・クリストバル・デ・ラ・ラグーナにあるラ・ラグーナ大学にてラファエル・ムニョス教授による分析を受けた。この石はカナリア諸島におけるロゼッタ・ストーンのようなものと目されている。ザナタ石は、グアンチェ族の呪術的・宗教的世界と関連があったと推測される。
ザナタ石は、北アフリカの群島においてベルベル人の労働力として利用されてきた、Punic族の存在に関する学説を補助するものと見なされている。テネリフェ島に居住する少数のグアンチェ族はZenata（ZanataもしくはZenete、また「舌を切られた者」）として知られる。現在ザナタ石はサンタ・クルス・デ・テネリフェに所在するテネリフェ考古学博物館に収蔵されている。